# Суходольская, Тамира Казимировна
Тамира Казимировна Суходольская (1898 — 1936) — российская и советская теннисистка, чемпионка СССР в одиночном разряде (1924) и смешанном парном разряде (1928).

## Биография
Тамира Суходольская начинала играть в теннис в «Павловско-Тярлевском кружке любителей спорта», который располагался в Павловске близ Санкт-Петербурга.
В первом чемпионате СССР по теннису, который состоялся в 1924 году, Тамира Суходольская дошла до финала соревнований в одиночном разряде, где в решающем матче победила Софью Мальцеву. Таким образом, она стала первой чемпионкой СССР по теннису. В 1923—1926 годах она также была трёхкратной абсолютной чемпионкой Петрограда/Ленинграда.
В 1924 году Тамира Суходольская стала одной из первых советских теннисисток, принявших участие в международных теннисных турнирах. Она победила на турнирах в Ревеле (в одиночном и парном разрядах) и Риге (в одиночном и смешанном парном разрядах).
Летом 1928 года Тамира Суходольская участвовала в теннисных соревнованиях Всесоюзной спартакиады, которые потом вошли в статистику в качестве четвёртого чемпионата СССР по теннису. Выступая в паре с Евгением Кудрявцевым, они завоевали звание чемпионов в смешанном парном разряде. 
Дважды (в 1927 и 1928 годах) Тамира Суходольская входила в список сильнейших теннисисток СССР, в 1927 году была третьей, а в 1928 году — четвёртой.
Её мужем был теннисист Бруно Шпигель (1897—1940), победитель чемпионата СССР 1924 года в мужском парном разряде.

## Выступления на турнирах

### Финалы чемпионата СССР

#### Одиночный разряд: 2 финала (1 победа — 1 поражение)
| Результат | №  | Год  | Турнир         | Соперница          | Счёт     |
| Победа    | 1. | 1924 | Чемпионат СССР | Софья Мальцева     | 6-3, 6-4 |
| Поражение | 1. | 1925 | Чемпионат СССР | Елена Александрова | 3-6, 2-6 |

#### Парный разряд: 2 финала (2 поражения)
| Результат | №  | Год  | Турнир         | Партнёрша        | Соперницы                         | Счёт     |
| Поражение | 1. | 1927 | Чемпионат СССР | Зинаида Клочкова | Елена Александрова Нина Теплякова | 4-6, 6-8 |
| Поражение | 2. | 1928 | Чемпионат СССР | Зинаида Клочкова | Ольга Фёдоровская Валентина Шлупп | 4-6, 3-6 |

#### Смешанный парный разряд: 1 финал (1 победа)
| Результат | №  | Год  | Турнир         | Партнёр           | Соперники                      | Счёт     |
| Победа    | 1. | 1928 | Чемпионат СССР | Евгений Кудрявцев | Тамара Махмуд-Бек А. Дементьев | 6-0, 6-1 |